# Tribus dels Boscos del Sud-est

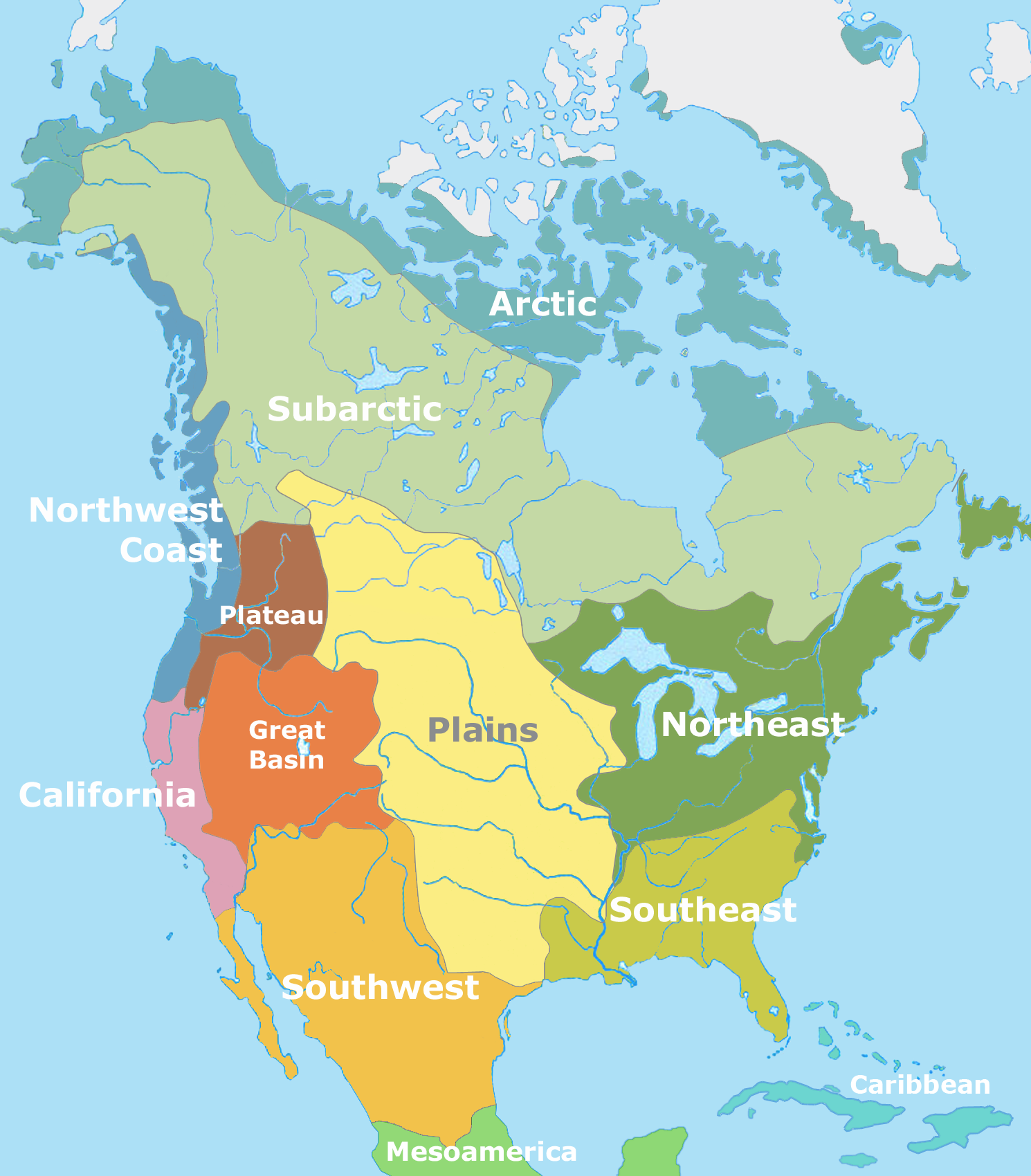
Regions culturals d'Amèrica del Nord a l'arribada dels europeus, inclosa la del Sud-est.

Un símbol religiós sagrat per als pobles del sud-est va ser la creu solar que era un símbol tant del sol com del foc. Tenia diverses variacions, el que es mostra és dels caddos de l'Est de Texas.

Les tribus dels Boscos del Sud-est o cultures del Sud-oest són una classificació etnogràfica per a pobles amerindis que han habitat tradicionalment el Sud-est dels Estats Units i la frontera nord-est de Mèxic, que comparteixen trets culturals.

## Regió cultural
Aquesta classificació és una part de la dels boscos de l'Est. El concepte d'una regió cultural del sud-est va ser desenvolupat pels antropòlegs, a partir d'Otis Mason i Franz Boas en 1887. Els límits de la regió es defineixen més per trets culturals compartits que per distincions geogràfiques. Com que les cultures gradualment canvien abruptament a planures o boscos, els estudiosos no sempre estan d'acord sobre els límits exactes de la regió sud-est de la cultura dels boscos. Shawnee, Powhatan, waco, tawakoni, tonkawes, karankawes, quapaw i mosopelea són vistos generalment de manera marginal al sud-est i les seves terres tradicionals representen les fronteres de la regió cultural.

## Cultura i història
En el darrer període prehistòric al dels Boscos del Sud-est, les cultures augmenten la producció agrícola, desenvolupen societats sofisticades, augmenten les seves poblacions, xarxes comercials, i les guerres entre tribus. La major part dels pobles del sud-est (amb excepció d'alguns pobles costaners) van ser aforça agropecuaris, produïren cultius com blat de moro, carbassa i fesols. Complementaven la seva dieta amb caça, pesca, i recollir plantes silvestres i bolets.
Frank Speck identificà diversos trets culturals fonamentals dels pobles dels boscos del sud-est Woodlands: societat matrilineal, exogàmica, ésser social organitzat en ciutats, utilitza de verí per a peixos, cerimònies de purificació, pràctica de la Cerimònia del Blat de Moro Verd, entre altres trets. Els pobles del sud-est també han compartit tradicionalment unes creences religioses similars, sobre la base de l'animisme. Observen estrictes tabús de l'incest, en el passat van permetre amb freqüència la poligàmia i mantenen els ritus de pubertat. Els homes medicina són importants com a guaridors espirituals. Les societats dels boscos del sud-est sovint es divideixen en clans, és comuns en la cultura Hopewell anterior al contacte que actualment inclouen os, castor, ocell que no sigui una au de rapinya, cànid (per exemple llop), cérvol, felí (per exemple, pantera), guineu, os rentador, i rèptil.
Molts pobles del sud-est es dedicaren a construir monticles per crear llocs sagrats o reconeguts. Moltes de les creences religioses del Complex Cerimonial del sud-est o Culte del Sud, també compartides per les tribus dels boscos del nord-est, probablement es propagaren a través del domini de la cultura del Mississipi al segle x.
Durant l'era de la deportació dels indis dels Estats Units a principis del segle xix moltes tribus del sud-est van ser traslladades per la força a Territori Indi pel govern federal dels Estats Units; Tot i això, moltes tribus romanen als seus tradicionals països d'origen al sud-est avui en dia.

## Arts visuals
L'art més antic conegut al continent americà pertany a l'edat de pedra i és l'os de Vero Beach, possiblement un os de mamut, gravat amb un perfil de mamut caminant que es remunta a 11.000 abans de Crist.
La cultura de Poverty Point ocupava porcions de l'estat de Louisiana del 2000–1000 aC durant the període arcaic. Molts objectes excavats a jaciments Poverty Point eren fets amb materials originaris de llocs diferents, incloent projectils i eines de puntes de pedra estellada, collarets i gots, petxines i perles de pedra. Les eines de pedra trobades a Poverty Point es van fer a partir de matèries primeres que es van originar a les relativament properes muntanyes Ouachita i Ozark i des de les valls més llunyanes dels rius Ohio i Tennessee. Els gots es van fer a partir d'esteatita, que va portar dels contraforts dels Apalatxes d'Alabama i Geòrgia. Objectes fets a mà d'argila cuita es produeixen en una varietat de formes incloent estatuetes antropomòrfiques i bols de cuina.

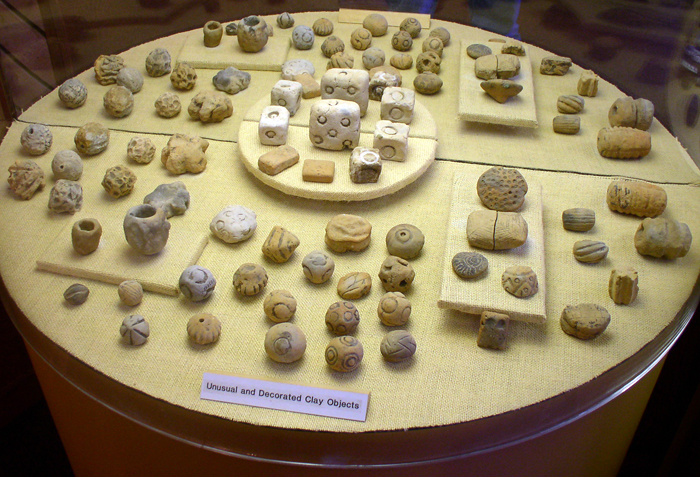
Utensiles d'argila cuita, Poverty Point
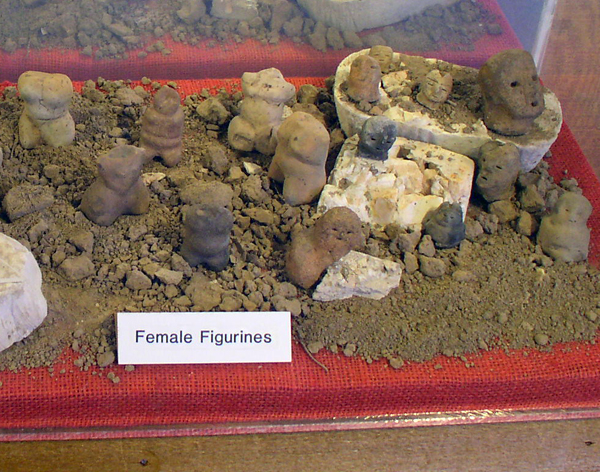
Figures femenines d'argila, Poverty Point
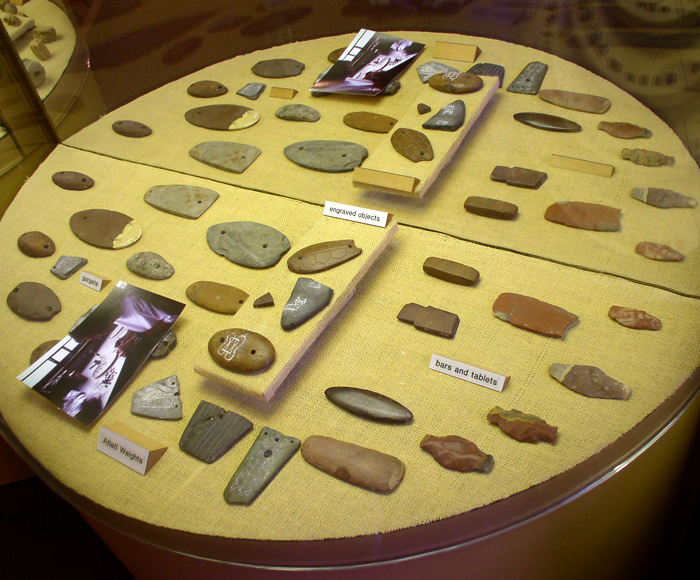
Gorgueres tallades i pesos atlatl, Poverty Point

La cultura del Mississipi va florir en el que avui és l'Oest Mitjà, Est i Sud-est dels Estats Units aproximadament en 800-1500 CE, variant regionalment. Després de l'adopció de l'agricultura del blat de moro la cultura de Mississipi esdevingué totalment agrària en oposició a la caça i recol·lecció complementada amb l'agricultura a temps parcial practicada per les cultures del Bosc precedents. Van construir monticles de plataforma més grans i més complexos que els dels seus predecessors, i acabaren i desenvoluparen tècniques de ceràmica més avançades, generalment usant petxines de musclos com a agent de temperat. Molts estaven involucrats amb el Complex Cerimonial del Sud-est, una xarxa religiosa i comercil panregional i panlingüística. La majoria de la informació coneguda sobre el complex cerimonial es deriva de l'anàlisi de les obres d'art elaborades abandonades pels seus participants, incloent elaborat ceràmica, i tasses i abillaments de cloïssa, estàtues de pedra i màscares de nas llarg. En el moment del contacte europeu les societats del Mississipi ja estaven experimentant una crisi social severa, i amb els trastorns socials i les malalties introduïdes pels europeus moltes de les societats es van esfondrar i van deixar de practicar un estil de vida de Mississipi, excepte els Natchez. Altres tribus descendents de les cultures del Mississipi foren els caddos, choctaws, ètnia creek, wichita, i molts altres pobles del sud-est.
Els pobles calusa van ocupar les zones del sud de la Florida abans de contacte europeu, i van crear escultures d'animals.
El seminola són més ben coneguts per les seves creacions tèxtils, especialment en roba. La fabricació de nines és una altra artesania notable.

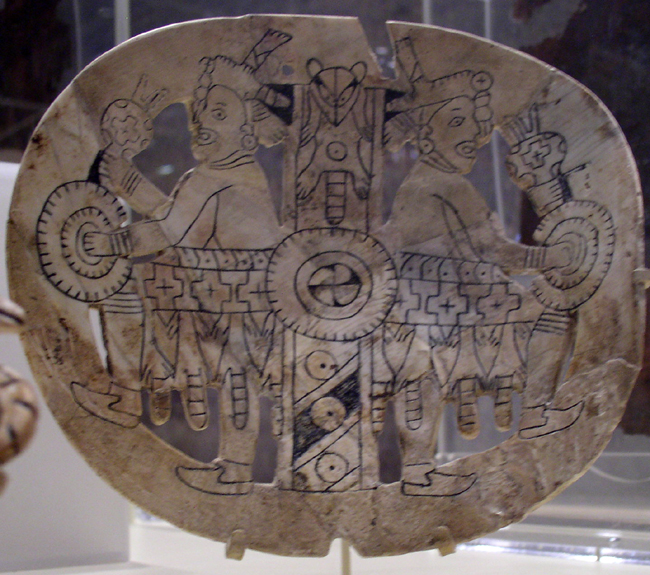
Abillament de cloïssa gravada, Spiro Mounds (cultura del Mississipi)
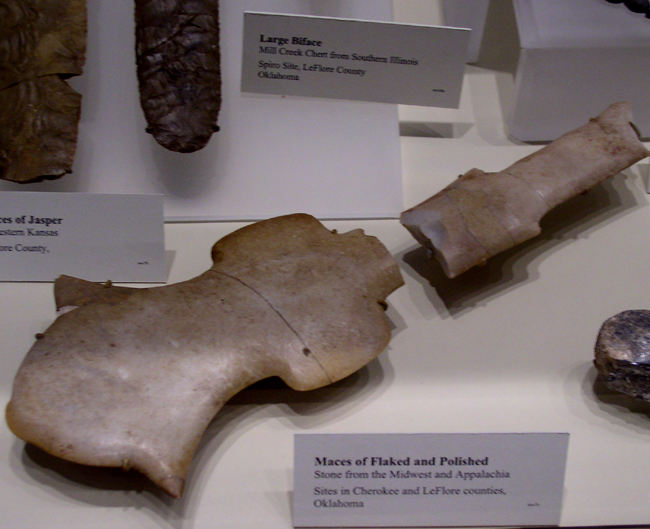
Maça de pedra cerimonial, Spiro Mounds (cultura del Mississipi)
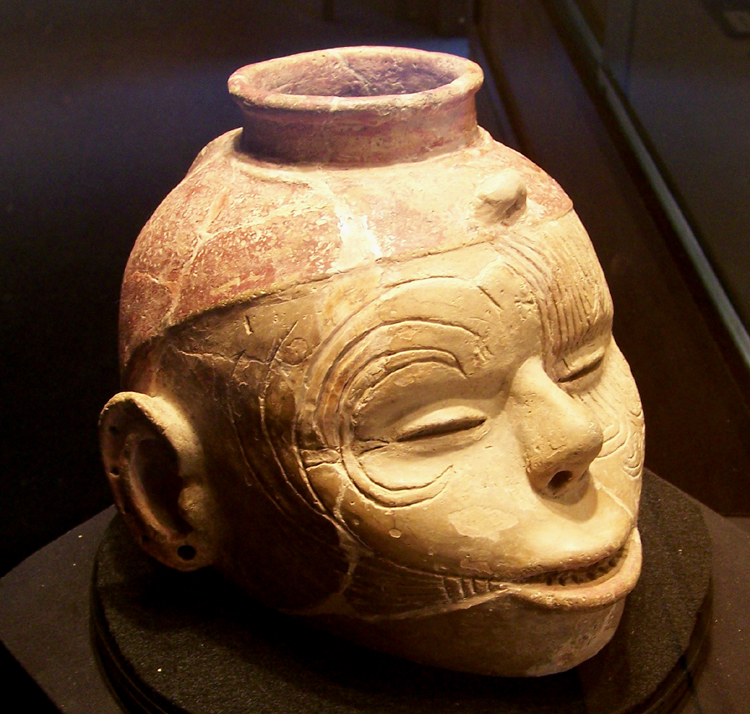
Cap de pedra, Nodena Site (cultura del Mississipi)
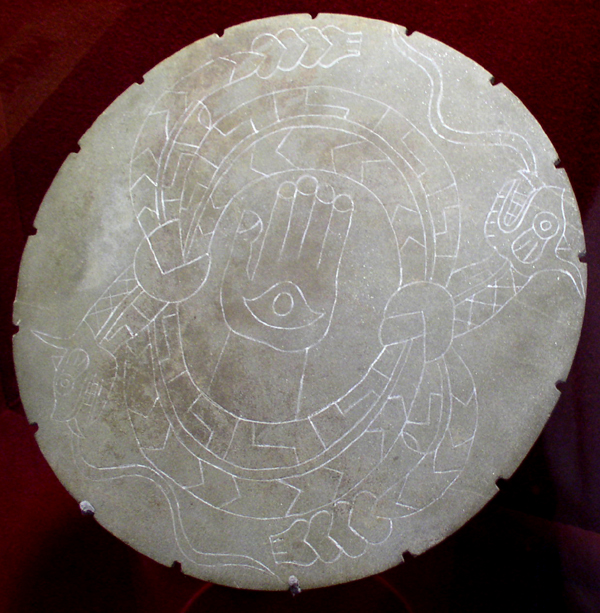
Paleta de pedra gravada, Moundville Site, usada per a barrejar pintura (cultura del Mississipi)
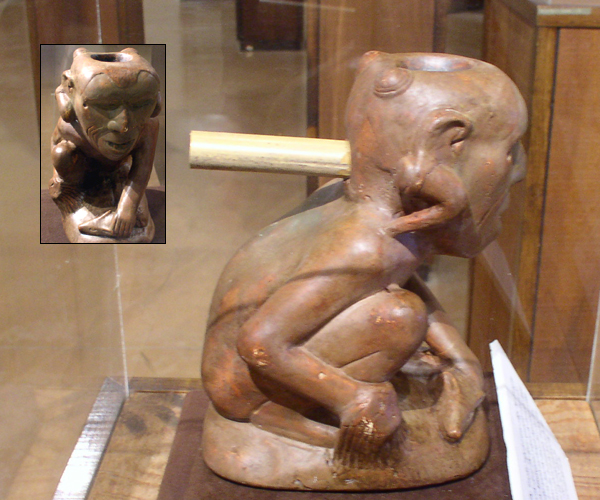
Pipa de pedra, Spiro Mounds (cultura del Mississipi)
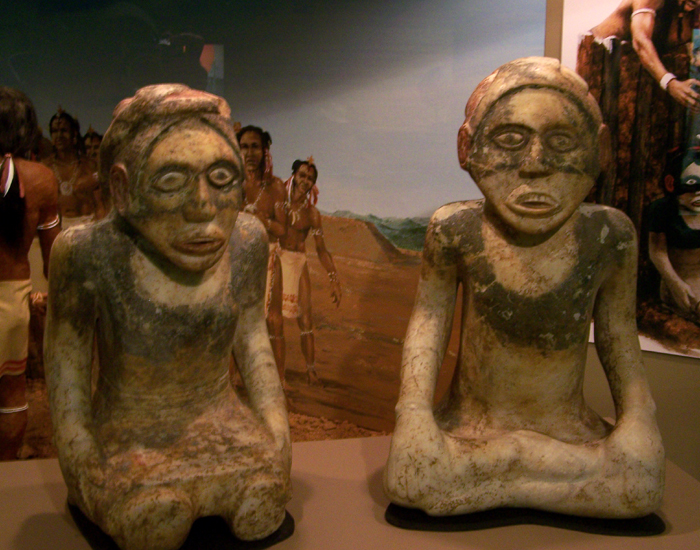
Efígies de Pedra], Etowah Site (cultura del Mississipi)
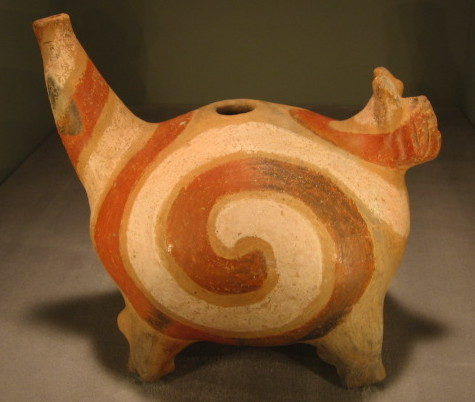
Pantera d'aigua de terrissa, Rose Mound (cultura del Mississipi)
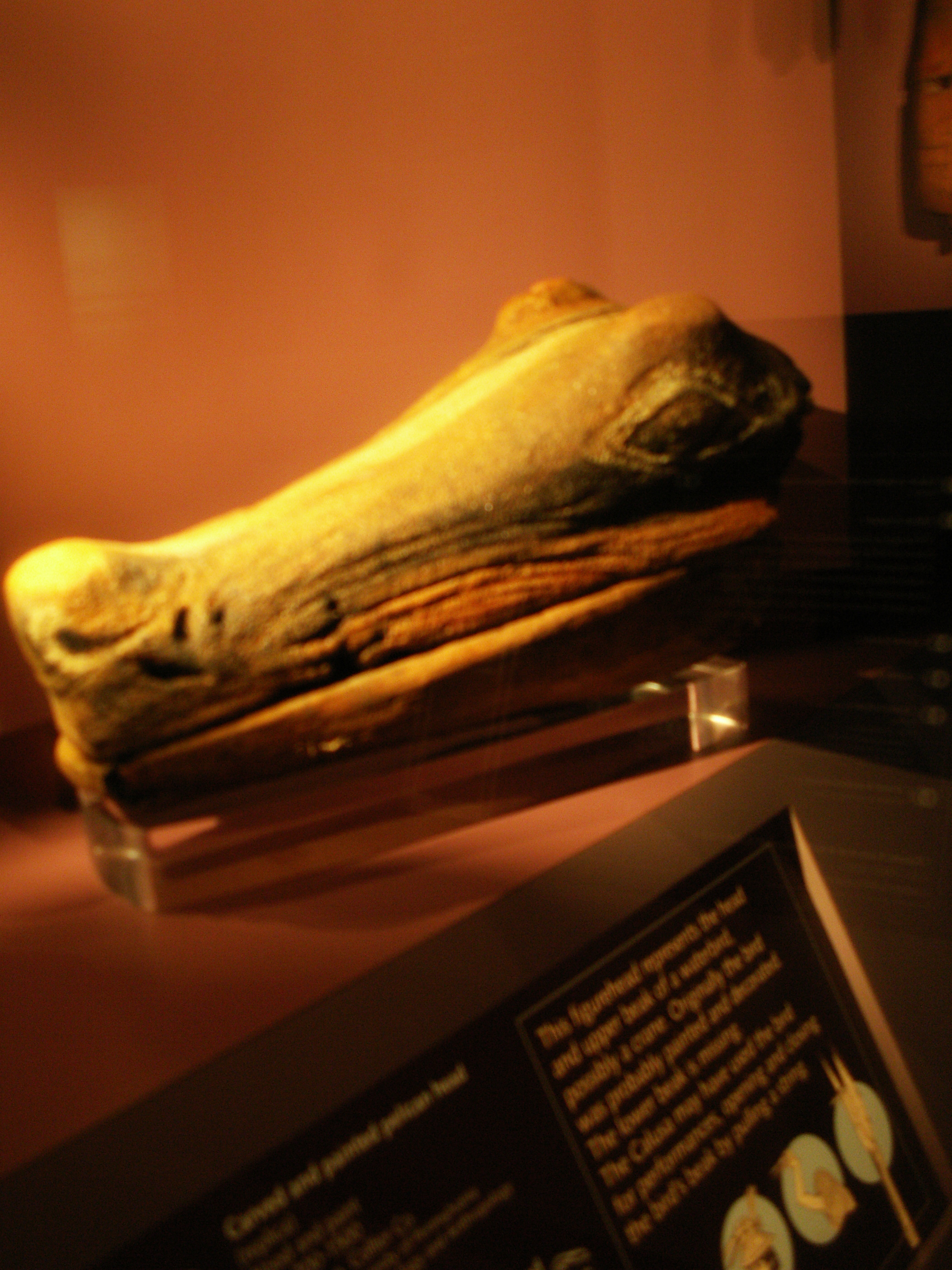
Efígie d'al·ligàtor de fusta, Calusa, Florida

## Llista de pobles dels boscos del Sud-est
- Abihka, Confederació Creek, Alabama[12]
- Acolapissa (Colapissa), Louisiana i Mississipi[13]
- Ais, costa oriental de Florida[14]
- Alibamus, Confederació Creek, Alabama,[12] sud-oest de Tennessee, nord-oest de Mississipi[13][15]
- Alafay (alafia, pojoy, pohoy, costas alafeyes, alafaya costas), Florida[16]
- Amacano, costa occidental de Florida[17]
- Apalachee, nord-oest Florida[15]
- Apalachicola, Confederació Creek, Alabama, Florida, Geòrgia i Carolina del Sud[12]
- Atakapes (Attacapa), Louisiana costa oest i costa sud-oest de Texas[15]
  - Akokisa, costa sud-est de Texas[12]
  - Bidai, costa sud-est de Texas[12]
  - Deadose, Texas oriental
  - Atakapa oriental, costa occidental de Louisiana
  - Orcoquiza, sud-est de Texas
  - Patiri, Texas oriental
  - Tlacopsel, sud-est de Texas
- Avoyel ("Little Natchez"), Louisiana[13][18]
- Nació Backhooks (possiblement chuaque, holpaos, huaq, nuaq, pahoc, pahor, paor, uca),[19] South Carolina
- Bayogoula, sud-est de Louisiana[13][18]
- Biloxis, Mississippi[13][15]
- Boca Ratones, Florida
- Confederació Caddo, Arkansas, Louisiana, Oklahoma, Texas[15][20]
  - Adais (Adaizan, Adaizi, Adaise, Adahi, Adaes, Adees, Atayos), Louisiana i Texas[13]
  - Cahinnio, sud d'Arkansas[20]
  - Doustioni, centre-nord de Louisiana[20]
  - Eyeish (Hais), est de Texas[20]
  - Hainai, est de Texas[20]
  - Hasinai, est de Texas[20]
  - Kadohadacho, nord-est de Texas, sud-oest d'Arkansas, nord-oest de Louisiana[20]
  - Nabedache, est de Texas[20]
  - Nabiti, est de Texas[20]
  - Nacogdoche, est de Texas[20]
  - Nacono, est de Texas[20]
  - Nadaco, est de Texas[20]
  - Nanatsoho, nord-est de Texas[20]
  - Nasoni, est de Texas[20]
  - Natchitoches, Baixos: centre de Louisiana, Alts: nord-est de Texas[20]
  - Neche, est de Texas[20]
  - Nechaui, est de Texas[20]
  - Ouachita, nord de Louisiana[20]
  - Tula, oest d'Arkansas[20]
  - Yatasi, nord-oest de Louisiana[20]
- Calusa, sud-oest Florida[15][16]
- Indis de Cape Fear, costa meridional de Carolina del Nord[13]
- Catawbes (esaw, usheree, ushery, yssa),[19] Carolina del Nord, Carolina del Sud[15]
- Chacato, Florida panhandle i sud d'Alabama[13]
- Chakchiuma, Alabama i Mississippi[15]
- Chatots (chacato, chactoo), oest de Florida
- Chawasha (washa), Louisiana[13]
- Cheraw (saura), Carolina del Sud i del Nord
- Cherokee, Geòrgia, Carolina del Nord, oest de Carolina del Sud, Tennessee, Alabama, després Arkansas, Texas, Mèxic, i Oklahoma[21]

- Chickamauga, banda de Cherokees a Tennessee i Geòrgia

- Chiaha, Confederació Creek, Alabama[12]
- Chickahominy, Virgínia[22]
- Chickanee (chiquini), Carolina del Nord
- Chickasaws, Alabama i Mississipi,[15] later Oklahoma[21]
- Chicora, costa de Carolina del Sud[18]
- Chine, Florida
- Chisca (Cisca), sud-oest de Virgínia, nord de Florida[18]
- Chitimacha, Louisiana[15]
- Choctaws, Mississippi, Alabama,[15] i parts de Louisiana; després Oklahoma[21]

- Houma, Louisiana i Mississippi

- Chowanoc, Carolina del Nord
- ètnia creek, Florida, Geòrgia, sud de Tennessee, Mississippi,[15] més tard Alabama, Oklahoma[21]
- Congaree (Canggaree), Carolina del Sud[13][23]
- Coree, Carolina del Nord[18]
- Coushatta, Louisiana and Texas
- Coharie, Carolina del Nord
- Cusabo costa de Carolina del Sud[15]
- Eno, Carolina del Nord[13]
- Garza, Texas, nord de Mèxic
- Grigra (Gris), Mississipi[24]
- Guacata (santalûces), costa oriental de Florida[16]
- Guacozo, Florida
- Guale (cusabo, iguaja, ybaja), costa de Geòrgia[13][15]
- Guazoco, costa sud-oest de Florida[16]
- Hitchiti, Confederació Creek, Geòrgia, Alabama, i Florida[13]
- Nació Hooks (potser chuaque, huaq, nuaq),[19] vegeu Nació Backhooks
- Jaega, costa oriental de Florida[14]
- Jaupin (Weapemoc), Carolina del Nord
- Jobe (Hobe), part de Jaega, Florida[16]
- Jororo, Florida interior[16]
- Keyauwee, Carolina del Nord[13]
- Koasatis (Coushatta), abans Tennessee,[15] ara Louisiana, Oklahoma i Texas
- Koroa, Mississippi[13]
- Luca, costa sud-oest de Florida[16]
- Lumbee, Carolina del Nord
- Mabila (mobile, movila),nord-oest de Florida i sud d'Alabama[15][25]
- Machapunga, Carolina del Nord
- Manahoac, Virgínia[26]
- Mattaponi, Virgínia
- Matecumbe (matacumbêses, matacumbe, matacombe), cais de Florida[16]
- Mayaca, Florida[16]
- Mayaimi (Mayami), Florida interior[14]
- Mayajuaca, Florida
- Meherrin, Virgínia,[22] Carolina del Nord
- Mikasuki (miccosukee), Florida
- Mocoso, oest de Florida[14][16]
- Monaca, Virgínia[18]
- Moneton (monyton, monekot, moheton) (sioux), Virgínia Occidental i Virgínia
- Mougoulacha, Mississippi[18]
- Muscogee (Creek), Tennessee, Geòrgia, Alabama, Mississippi, Florida, després Oklahoma
- Nahyssan, Virgínia
- Naniaba,nord-oest de Florida i sud d'Alabama[15]
- Nansemond, Virgínia[22]
- Natchez, Louisiana i Mississipi[15] després Oklahoma
- Neusiok (Newasiwac, indis del riu Neuse), Carolina del Nord[13]
- cultura Norwood, regió Apalachee, Florida, ca. 12.000 aC —4500 aC
- Nottoway, Virgínia,[22] Carolina del Nord
- Occaneechi (sioux), Virgínia[22][27]
- Oconee, Geòrgia, Florida
- Ofos, Arkansas i Mississippi,[15] Tennessee oriental[13]
- Okchai (Ogchay), centre d'Alabama[13]
- Okelousa, Louisiana[13]
- Opelousas, Louisiana[13]
- Osochee (oswichee, usachi, oosécha), Confederació Creek, Alabama[12][13]
- Pacara, Florida
- Pakana (pacâni, pagna, pasquenan, pak-ká-na, pacanas), centre d'Alabama,[13] més tard Texas[18]
- Pamlico, Carolina del Nord
- Pamunkey, Virgínia[22]
- Pascagoules, costa de Mississippi[18]
- Patiri, sud-est de Texas
- Pee Dee (Pedee), Carolina del Sud[13][28] i Carolina del Nord
- Pensacoles, Florida panhandle i sud d'Alabama[15]
- Potoskeet, Carolina del Nord
- Quapaws, abans Arkansas, ara Oklahoma
- Quinipissa, sud-est de Louisiana i Mississippi[12]
- Rappahannock, Virgínia
- Saluda (Saludee, Saruti), Carolina del Sud[13]
- Santee (Seretee, Sarati, Sati, Sattees), Carolina del Sud (sense relació amb els Santee Sioux), Carolina del Sud[13]
- Santa Luces, Florida
- Saponi, Carolina del Nord,[29] Virgínia[22]
- Saura Carolina del Nord
- Sawokli (Sawakola, Sabacola, Sabacôla, Savacola), sud d'Alabama i Florida panhandle[13]
- Saxapahaw (Sissipahua, Shacioes), Carolina del Nord[13]
- Seminola, Florida i Oklahoma[21]
- Sewee (Suye, Joye, Xoye, Soya), costa de Carolina del Sud[13]
- Shakori, Carolina del Nord
- Shoccoree, Carolina del Nord,[13] possibly Virgínia
- Stegarake, Virgínia[26]
- Stuckanox (Stukanox), Virgínia[22]
- Sugeree (Sagarees, Sugaws, Sugar, Succa), Carolina del Nord i Carolina del Sud[13]
- Surruque, centre-est Florida[30]
- Suteree (Sitteree, Sutarees, Sataree), Carolina del Nord
- Taensa, Mississippi[24]
- Talapoosa, Confederació Creek, Alabama[12]
- Tawasa, Alabama[31]
- Tekesta, costa sud-est de Florida[13][16]
- Terocodame, Texas i Mèxic
  - Codam
  - Hieroquodame
  - Oodame
  - Perocodame
  - Teroodame
- Timucua, Florida i Geòrgia[13][15][16]
  - Acuera, centre de Florida[32]
  - Agua Fresca (o Aqua Dulce o Freshwater), interior nord-est de Florida[32]
  - Arapaha, centre-nord de Florida i centre-sud de Geòrgia?[32]
  - Cascangue, costa sud-oriental de Geòrgia[32]
  - Icafui (o Icafi), costa sud-oriental de Geòrgia[32]
  - Mocama (o Tacatacuru), costa nord-est de Florida i costa sud-oriental de Geòrgia[32]
  - Utina septentrional centre-nord de Florida[32]
  - Ocale, centre Florida[32]
  - Oconi, interior sud-est Geòrgia[32]
  - Potano, centre-nord de Florida[32]
  - Saturiwa, nord-est de Florida[32]
  - Tacatacuru (o Tucuru), central? Florida[32]
  - Yufera, costa sud-oriental de Geòrgia[32]
  - Yui (o Ibi), costa sud-oriental de Geòrgia[32]
  - Yustaga, centre-nord de Florida[32]
- Tiou (Tioux), Mississippi[23]
- Tocaste, Florida[16]
- Tocobaga, Florida[13][16]
- Tohomé, nord-oest de Florida i sud d'Alabama[15]
- Tomahitan, est de Tennessee
- Topachula, Florida
- Tukabatchee (Tuk-ke-bat-che), Confederació Creek, Alabama[12]
- Tuscarora, Carolina del Nord, Virgínia, després New York
- Tuskegee, see Creek
- Tutelos, Virgínia[22][27]
- Tunica o (Tonica, Tonnica, i Thonnica), Arkansas i Mississippi[15]
- Uzita, Florida[14][33]
- Vicela, Florida[14]
- Viscaynos, Florida
- Waccamaw, Carolina del Sud
- Wateree (guatari, watterees), Carolina del Nord[13]
- Waxhaws (waxsaws, wisack, wisacky, weesock, flathead), Carolina del Nord i Carolina del Sud[13][28]
- Westo, Virgínia i Carolina del Sud[18]
- Winyaw, Carolina del Sud coast[13]
- Woccon, Carolina del Nord[13][28]
- Yamasee, Florida, Geòrgia[18]
- Yazoo, sud-est d'Arkansas, est de Louisiana, Mississippi[13][34]
- Yuchis (Euchee), central Tennessee,[13][15] després Oklahoma

## Tribus contemporànies reconegudes federalment de les tribus dels boscos del Sud-est
- Tribu Alabama-Coushatta de Texas
- Ciutat tribal Alabama-Quassarte d'Oklahoma
- Nació Caddo d'Oklahoma
- Nació Índia Catawba de Carolina del Sud
- Nació Cherokee, Oklahoma
- Nació Chickasaw, Oklahoma
- Tribu Chitimacha de Louisiana
- Nació Choctaw d'Oklahoma
- Tribu Coushatta de Louisiana
- Banda Oriental d'Indis Cherokee de Carolina del Nord
- Banda Jena d'indis choctaw, Louisiana
- Ciutat Tribal Kialegee, Oklahoma
- Tribu d'indis Miccosukee de Florida
- Banda Mississipi d'indis choctaw, Mississipi
- Nació Muscogee (Creek), Oklahoma
- Banda Poarch d'indis creek d'Alabama
- Tribu Seminola de Florida
- Ciutat tribal Thlopthlocco, Oklahoma
- Tribu Índia Tunica-Biloxi de Louisiana
- Banda Unida Keetoowah d'Indis Cherokee a Oklahoma